# Goldaratz
Goldaratz en basque (Goldaraz en espagnol) est un village situé dans la commune d'Imotz dans la Communauté forale de Navarre, en Espagne. Il est doté du statut de concejo.
Goldaratz est situé dans la zone linguistique bascophone de Navarre. 
Ce village, bien que très élevé, a des sources d'eau rares et un lavoir qui est situé un peu en contrebas de la ville, sur la route de Latasa.

## Géographie
Le village est situé au sud est du massif d'Aralar, à flanc de montagne.
Les plus hautes montagnes de la vallée appartiennent à cette commune : Iruiondi et Larrazpil, ainsi que le point le plus bas de la vallée : Kaxerna. Une autre montagne notable est Ollondo, à côté de la ville. La montagne de cette ville est liée à Aralar et a une belle route à travers Atan jusqu'au sanctuaire de San Migel d'Aralar. 

## Architecture
La première maison de cette ville était l'ancienne Zapatanea, plus tard achetée par la ville et transformée en mairie et auberge. En entrant dans la ville, nous pouvons trouver, dans cet ordre, les maisons de Lopenea, Maiatzenea, Dindakoa, Gillenea, Juanea, Etxeberria et Goikoetxea.
L'église romane est la seule de cette époque dans la vallée. Évidemment, elle a subi de nombreux remaniements, notamment le clocher, puisque ce dernier est tombé au XVIIIe siècle et a été reconstruit. Le retable est de style baroque.

## Langues
Cette commune se situe dans la zone bascophone de la Navarre dont la population totale en 2018, comprenant 64 municipalités dont Imotz, était bilingue à 60.8%, à cela s'ajoute 10.7% de bilingues réceptifs. En 2011, 53.2% de la population d'Imotz ayant 16 ans et plus avait le basque comme langue maternelle.

## Patrimoine

### Patrimoine religieux
- L'église paroissiale de La Natividad / Natibitatea (la Nativité)[5].